# تپه سراج محله ۲
تپه سراج محله ۲ مربوط به دوره ساسانیان - سده‌های اولیه دوران‌های تاریخی پس از اسلام است و در شهرستان گلوگاه، بخش کلباد، دهستان آزادگان، شمال روستای سراج محله واقع شده و این اثر در تاریخ ۲۶ اسفند ۱۳۸۶ با شمارهٔ ثبت ۲۲۰۱۸ به‌عنوان یکی از آثار ملی ایران به ثبت رسیده است.